# George Donatus van Hessen-Darmstadt

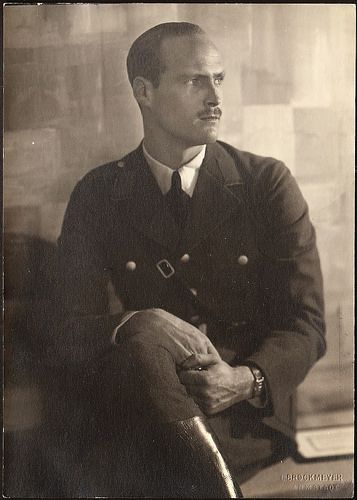
Prins George Donatus

George Donatus Willem Nicolaas Eduard Hendrik Karel (Darmstadt, 8 november 1906 – Oostende, 16 november 1937) was een groothertog van Hessen en aan de Rijn.
Hij was de oudste zoon van Ernst Lodewijk van Hessen-Darmstadt en Eleonore van Solms-Hohensolms-Lich.
Zelf trouwde hij op 2 februari 1931 in Darmstadt met Cecilia van Griekenland en Denemarken, een zuster van de Engelse prins-gemaal Philip Mountbatten. Zij kregen drie kinderen:
- Lodewijk Ernst (1931-1937)
- Alexander George (1933-1937)
- Johanna (1936-1939)

In oktober 1937 overleed zijn vader. George Donatus volgde hem op als titulair groothertog. Even daarvoor waren George en zijn vrouw lid geworden van de NSDAP. Een maand later vertrok hij met zijn vrouw en twee zoons en met zijn moeder naar Londen, om daar het huwelijk bij te wonen van zijn jongere broer Lodewijk. Het Sabena-toestel waarmee zij reisden verongelukte bij Oostende en het gezin kwam om het leven. Zijn jongere broer adopteerde vervolgens zijn overlevende dochtertje, dat evenwel twee jaar later overleed aan de gevolgen van een hersenvliesontsteking.